# Monapo
Monapo es una villa y también uno de los veintiún distritos que forman la provincia de Nampula en la zona septentrional de Mozambique, región fronteriza con las provincias de Cabo Delgado de Niassa y de Zambezia. Región ribereña del océano Índico.
La sede de este distrito es la villa de Monapo.

## Características
Situado en el este de la provincia.
Limita al norte con el distrito de Nacaroa, al oeste con Muecate y Meconta, al sur con Mogincual y al este con Mossuril y Nacala la Vieja.
Tiene una superficie de 3581 km² y según datos oficiales de 1997 una población de 226 968 habitantes, lo cual arroja una densidad de 63,1 habitantes/km². En el año 2005 contaba con ua población de 272 400 habitantes.

## División administrativa
Este distrito formado por cinco localidades, se divide en tres puestos administrativos (posto administrativo), con la siguiente población censada en 2005:
- Monapo, sede y 129 149 (Canacule).
- Itoculo, 61 015 (Murruto).
- Netia, 82 236.